# Magdalena Schejbal
Magdalena Ewa Schejbal (ur. 7 lutego 1980 we Wrocławiu) – polska aktorka filmowa i teatralna.

## Życiorys
Jest córką aktorów Jerzego Schejbala i Grażyny Krukówny. Ma siostrę, Katarzynę. Od czwartej klasy szkoły podstawowej współpracowała przy programie Truskawkowe studio, gdzie występowała przez kolejne siedem lat. Przy serialu dla telewizji edukacyjnej Ja i moje życie współpracowała z Małgorzatą Potocką. Studiowała socjologię, jednak przerwała edukację na rzecz aktorstwa.
Za rolę Jagody w filmie Przemysława Wojcieszka Głośniej od bomb (2001) została wyróżniona na 26. Festiwalu Polskich Filmów Fabularnych w Gdyni nagrodą prezydenta Gdyni za debiut aktorski w filmie. Następnie zagrała dziennikarkę Marysię Melską, jedną z głównych bohaterek Superprodukcji (2002). W trakcie studiów w szkole teatralnej we Wrocławiu zagrała epizodyczne role w serialach Kasia i Tomek i Fala zbrodni. W teatrze zadebiutowała w 2003 rolą w adaptacji powieści Doroty Masłowskiej Wojna polsko-ruska pod flagą biało-czerwoną w Teatrze Wybrzeże. Była także asystentką reżysera tego spektaklu.
Popularność przyniosła jej rola podkomisarz Basi Storosz w serialu Kryminalni. Zrezygnowała wówczas z dalszych studiów i dopiero w 2005 została absolwentką wrocławskiej filii PWST. W 2006 wystąpiła w Teatrze na Woli jako Kordelia, córka tytułowego bohatera w sztuce Król Lear u boku Daniela Olbrychskiego. W 2008 została aktorką Teatru Ateneum im. Stefana Jaracza. Zagrała Ewę Drawską, główną bohaterkę serialu Polsatu Szpilki na Giewoncie (2010–2011). Za tę rolę otrzymała nominację do nagrody Telekamery 2011 w kategorii „Aktorka” oraz została nagrodzona w plebiscycie Róże Gali w kategorii „Media”. Również w 2010 dołączyła do obsady serialu TVP1 Blondynka oraz otrzymała Nagrodę aktorską na Festiwalu Dwa Teatry w Sopocie za rolę w spektaklu W roli Boga.

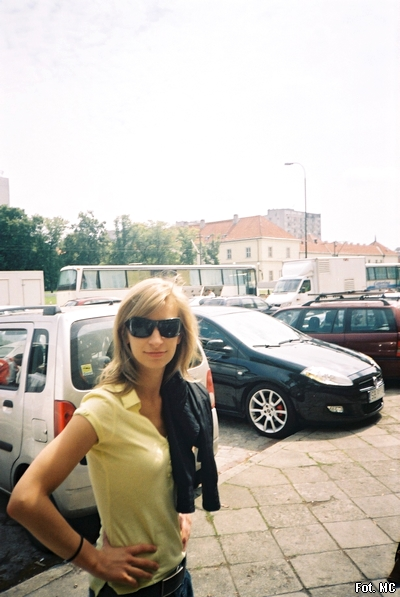
Schejbal na planie serialu Kryminalni (2007)

W latach 2012–2013 prowadziła autorską audycję Schejbalanga w radiowej Czwórce. Również w 2012 zasiadła w jury programu rozrywkowego Eska TV Kilerskie karaoke. Następnie zagrała m.in. Sarę Mandel w serialu Na dobre i na złe (2016–2018), Joannę z Nowoczesnej w projekcie internetowym Ucho Prezesa (2018) i panią Zofię z dziekanatu w Sexify (2021). W 2024 uczestniczyła w cyklu „Pokochaj mnie” w programie TVP2 Pytanie na śniadanie, który podejmował temat adopcji zwierząt.

## Życie prywatne
Ma dwoje dzieci: syna Ignacego (ur. 12 lutego 2009) ze związku z Michałem Rogozińskim oraz córkę Anielę (ur. 10 listopada 2011) ze związku ze Sławomirem Ziębą-Drzymalskim.

## Filmografia
- 2001: Głośniej od bomb jako Jagoda
- 2002: Kasia i Tomek użyczyła głosu Monice, koleżance Kasi (odc. 2, 11, 34)
- 2003: Superprodukcja jako dziennikarka Marysia Melska
- 2004: Fala zbrodni jako dziewczyna (odc. 11)
- 2004–2008: Kryminalni jako podkomisarz Barbara Storosz
- 2006: Kryminalni: Misja śląska jako podkomisarz Barbara Storosz
- 2008: Niania jako Jowita, asystentka Kseni Nowik (odc. 95)
- 2008: Nie kłam, kochanie jako Magda, koleżanka Ani
- 2009–2010, 2013–2018: Blondynka jako Jagna Edelweiss, przyjaciółka Sylwii
- 2010: Milczenie jest złotem jako Irmina, najlepsza przyjaciółka Inge
- 2010–2011: Szpilki na Giewoncie jako Ewa Drawska
- 2012, 2014: Prawo Agaty jako prokurator Kowalik (odc. 23, 28, 73)
- 2013: Przepis na życie jako Zuza
- 2014: Portret jako Bera
- 2015: Mąż czy nie mąż jako Marta Dobosz
- 2016: Ojciec Mateusz jako Gosia, menedżerka ośrodka (odc. 206)
- 2016: 7 rzeczy, których nie wiecie o facetach jako Ela
- 2016: Pan Rudnicki i samochody jako Hanna Rudnicka
- 2016–2018: Na dobre i na złe jako Sara Mandel
- 2018: Ucho Prezesa jako Joanna z Nowoczesnej
- 2019: Ikar. Legenda Mietka Kosza jako prostytutka blondynka
- 2021: Sexify jako pani Zofia z dziekanatu
- 2022: Poskromienie złośnicy jako lekarka Janka
- 2022: Miłość na pierwszą stronę jako Marika Szulc
- 2023: Wyrwa jako Wienicka, ginekolożka Janiny
- 2024: Dalej Jazda! jako pielęgniarka
- 2025: Ojciec sam w domu

## Teatr
- Wojna polsko–ruska pod flagą biało–czerwoną (Teatr Wybrzeże w Gdańsku; prapremiera 3 października 2003), jako Magda; również asystent reżysera
- Król Lear (Teatr na Woli w Warszawie; premiera 21 i 22 stycznia 2006), jako Kordelia
- Moja córeczka (Teatr Ateneum w Warszawie; premiera 7 października 2009), jako Mariola, uczennica, Paniusia[5]

### Teatr TV
- Obrona (marzec 2003) jako siostra Łucja
- Komu wierzycie (maj 2007)
- W roli Boga (2010) jako dr Kiera Banks

## Nagrody
- Nagroda na FPFF w Gdyni Debiut aktorski Głośniej od bomb (2001)